# USS Core
USS COR (CVE-13) является авианосцем сопровождения Второй мировой войны типа «Боуг» (1 группа, тип «Attacker»).

## История создания
«Кор» «COR» была заложен 2 января 1942 года на судостроительной верфи «Seattle-Tacoma Shipbuilding Corporation». Он был спущен на воду 15 мая 1942 года, вступил в строй 4 октября того же года.

## История службы
После вступления в строй в июне 1943 года  авианосец «Кор» нёс службу в Атлантическом океане, где входил в состав ударно-поисковой группы. Авианосец выполнил 5 патрульных кампаний в 1943 году, 2 кампании в 1944 году и 1 кампании в 1945 году. Его самолёты потопили 5 немецких подводных лодок:
- U-487[англ.] — 13.07.1943 г. — 27°15′ с. ш. 34°18′ з. д.HGЯO
- U-67 — 16.07.1943 г. — 30°05′ с. ш. 44°17′ з. д.HGЯO
- U-84 — 24.08.1943 г. — 27°09′ с. ш. 37°03′ з. д.HGЯO
- U-185 — 24.08.1943 г. — 27°00′ с. ш. 37°06′ з. д.HGЯO
- U-378 — 20.10.1943 г. — 47°40′ с. ш. 28°27′ з. д.HGЯO

За участие в боевых действиях во время Второй мировой войне авианосец «Кор» был награждён одной Боевой звездой.
Осенью 1945 года авианосец «Кор» принимал участие в операции «Волшебный ковёр», чтобы вернуть на родину военнослужащих США.
4 октября 1946 года авианосец был выведен в резерв. 12 июня 1955 года его классификация была изменена на вертолётоносец сопровождения CVHE-13.
1 июля 1958 года «Кор» был представлен в качестве вспомогательного авианосца CVU-13.
7 мая 1959 года он был перестроен в авиатранспорт AKV-41. Он был оснащён гражданской командой и использовался для доставки самолётов, вертолётов и других грузов в Юго-Восточную Азию.
15 сентября 1970 года «Кор» был удалён из состава флота и вскоре был разобран на металлолом.